# Chico Feitosa
Francisco Libório Feitosa, conosciuto come Chico Feitosa (Rio de Janeiro, 1º gennaio 1935 – Rio de Janeiro, 31 marzo 2004), è stato un cantante, compositore e chitarrista brasiliano.
Strumentista di valore, era considerato dal chitarrista João Gilberto il suo migliore allievo.

## Biografia
Chico Feitosa entrò nella cerchia musicale di Rio de Janeiro quando, su indicazione del suo amico Ronaldo Bôscoli, fu chiamato a ricoprire il ruolo di segretario di Vinícius de Moraes e di suo assistente alla produzione del dramma musicale Orfeu da Conceição. Qualche giorno dopo la prima, a causa di un diverbio con Vinícius, l’interprete Abdias do Nascimento venne rimosso e a prendere il suo posto fu chiamato Chico Feitosa che, per uniformarsi al cast di artisti di colore, dovette tingersi il viso di nero. L’anno dopo Feitosa musicò sui testi di Bôscoli la canzone Fim de noite – e fu da allora conosciuto nell’ambiente come “Chico Fim-de-noite”. Il duo scrisse anche Sente e Complicação. In quell’anno, assieme all’amico, Chico iniziò a frequentare la casa di Nara Leão, punto di ritrovo di tutta una nuova generazione di musicisti che avrebbero dato vita a un nuovo stile, la bossa nova.
In quel periodo, Chico Feitosa conduceva una vita da bohémien, in un bilocale che condivideva con João Gilberto, Ronaldo Bôscoli, Luis Carlos Dragão e Luis Carlos Miéle. Assieme a Nara Leão fu per un certo tempo redattore di Tabloide UH, diretto da Moysés Fuks. Quest’ultimo, ascoltate con interesse le creazioni dei musicisti del sound innovativo, propose di allestire uno spettacolo di bossa nova presso l’auditorio del Gruppo Universitario Ebraico. Bôscoli, incaricato dell’organizzazione, trovando indisponibile João Gilberto, optò per l’esperta Sylvinha Telles, affiancata da Feitosa, la Leão, Carlos Lyra, Normando Santos, Johnny Alf, con Luiz Eça al piano, Roberto Menescal alla chitarra, Bebeto al sax, Henrique al contrabbasso e João Mário alla batteria. Poi, nel settembre del 1959, fu tra i musicisti che si esibirono al I Festival di Samba-Session, sul palco insieme ad Alaíde Costa, Bôscoli, Luís Carlos Vinhas, Sylvia Telles, Normando, oltre al nome di richiamo Norma Bengell. Assistevano allo spettacolo Vinícius, Tom Jobim, Dolores Duran, Billy Blanco, Aloysio de Oliveira. A fine dicembre partecipò a un incontro organizzato dalla rivista O Cruzeiro che radunava quasi tutti i nomi celebri appartenenti alla nuova corrente della bossa nova. Dopo qualche mese Feitosa partecipò allo spettacolo A noite do amor, do sorriso e a flor insieme a Elza Soares, Normando, Claudette Soares, il complesso di Menescal con Eumir Deodato al piano, e a chiudere la serata João Gilberto e Astrud. L’anno successivo fece parte della spedizione brasiliana negli USA per il celebre concerto alla Carnegie Hall che lanciò la bossa nova sul piano internazionale e al quale parteciparono fra gli altri Luiz Bonfá, Oscar Castro-Neves con il suo gruppo, Agostinho dos Santos, Carlos Lyra, il sestetto di Sérgio Mendes, Menescal, Normando, Jobim e Gilberto.
Con la diaspora dei più grandi nomi della bossa nova – chi trasferitosi a New York, chi in California, chi in Messico, chi in Europa – si esaurì la fase più creativa e gioiosa del fenomeno musicale. A differenza di tantissimi altri musicisti, Chico Feitosa rimase nel proprio Paese e si riciclò come produttore di jingles, non prima di avere inciso l’LP Chico Fim de Noite apresenta Chico Feitosa. Nel 1970 la sua composizione Ye-me-lê trovò posto in un disco di Sérgio Mendes, infine nel 2001 registrò Um banquinho, um violão…, una compilation di suoi successi – Fim de noite, Cheirinho, Sei, Castigo – insieme a composizioni di altri autori: Conversa de botequim, Você e eu, Meditação, Tristeza de nós dois, Faceira, Balanço Zona Sul, Corcovado, Duas Contas e Gosto que me enrosco. Le sue canzoni sono state riprese da molti artisti: fra gli altri Luiz Bonfá, Baden Powell, Pery Ribeiro, Alaíde Costa, Elza Soares, Wilson Simonal, Maria Creuza, Maria Bethânia, Tamba Trio.
È morto di tumore polmonare nel 2004, all’età di 69 anni. Riposa a Rio, nel cimitero di Catumbi.

## Discografia
- 1966 – Chico Fim de Noite apresenta Chico Feitosa • Selo Forma • LP
- 2001 – Um banquinho, um violão... • Seven Music • CD[13]